# سيدي سليمان (ولاية تقرت)
إحدى بلديات ولاية تقرت الجزائرية التابعة لدائرة مقارين. تندرج تحتها قريتين هما الهراهيرة و مقر . وتعود تسميتها نسبة إلى الولي الصالح «سليمان» ويعد ضريحه قديما مقصدا للتبرك خاصة في الاعراس وهي من العادات الزائلة
تحوي 3 مساجد واحد لكل قرية وثانوية و 2 متوسطات و 5 ابتدائيات والعديد من المرافق الضرورية.إضافة إلى وجود مناظر طبيعية خلابة وبها بحيرة معروفة باسم بابا فاندي مقصد للعديد من الطيور المهاجرة .